# Niccolò Piccinni
Niccolò Piccinni lub Piccini (ur. 16 stycznia 1728 w Bari, zm. 7 maja 1800 w Passy k. Paryża) – włoski kompozytor operowy.

## Życiorys
Kształcił się w ośrodku operowym w Neapolu (u Leonardo Leo i Francesco Durante). Od 1776 roku działał w Paryżu, jako główny przedstawiciel opery włoskiej. Wbrew intencjom został uznany za głównego rywala Christopha Willibalda Glucka, którego twórczość wysoko cenił (z wzajemnością). Konflikt zwolenników opery włoskiej i opery zreformowanej przez Glucka nasilił się po sukcesie oper Piccinniego wystawionych w Paryżu w latach 1778–1780. Spory te przeszły do historii jako  wojna ”piccinistów” z ”gluckistami”. W 1779 Gluck przeniósł się do Wiednia, a Piccinni rozpoczął rywalizację z Sacchinim.
W czasie rewolucji francuskiej Piccinni przebywał w Neapolu, ale w roku 1798 powrócił do Paryża, uzyskawszy poparcie Napoleona Bonaparte.

## Twórczość
Piccinni pisał opery (buffa i seria) we włoskim stylu, ponadto oratoria i kantaty.
Ważniejsze opery:
- La Cecchina ossia La buona figliuola (Neapol 1760)
- L'Olimpiade (Neapol 1761)
- Roland (Paryż 1778)
- Le finte gemelle (Paryż 1778)
- Athys (Paryż 1780)
- Ifigénie en Tauride (Ifigenia na Taurydzie, Paryż 1781)

Oratoria (m. in):
- Gioez (1752)
- Sara (1769)
- La morte d'Abel (1773)

## Źródła/Bibliografia
- ABC historii muzyki, Małgorzata Kowalska, Musica Iagellonica, Kraków 2001, ISBN 83-7099-102-5
- Mała encyklopedia muzyki, Stefan Śledziński (red. naczelny), PWN, Warszawa 1981, ISBN 83-01-00958-6